# Neolepton planiliratum
Neolepton planiliratum is een tweekleppigensoort uit de familie van de Neoleptonidae. De wetenschappelijke naam van de soort is voor het eerst geldig gepubliceerd in 1911 door Gatliff & Gabriel.